# Hans Peter Nielsen (gymnast)
 For alternative betydninger, se Hans Peter Nielsen. (Se også artikler, som begynder med Hans Peter Nielsen)
Hans Peter Nielsen (4. marts 1943 i Esbjerg) er en dansk tidligere gymnast medlem af Viborg Gymnastik-Forening.
- Han deltog i OL 1968 i Mexico City, hvor han nåede en 33. plads i bensving.
- 45 Danmarksmesterskaber.[kilde mangler]